# 莫里斯·吉尔伯特·毕晓普
莫里斯·吉尔伯特·毕晓普（英語：Morris Gilbert Bishop，1893年4月15日—1973年11月20日）是一位美国学者、历史学家、作家、法语-英语翻译家和诗人。